# Plamo
Plamo (プラモ, puramo) désigne à la fois le hobby du maquettisme et les produits utilisés pour ce hobby. En Occident, plamo est utilisé exclusivement dans le monde de l'anime, du manga ou de la fantasy pour désigner un modèle réduit, une maquette en plastique ou une résine. Cependant au Japon, le terme « plamo » englobe la complète activité du maquettisme, alors qu'en Occident, elle ne concerne que la branche japonisante.